# Deommodore Lenoir
Deommodore Lenoir (Los Angeles, 6 ottobre 1999) è un giocatore di football americano statunitense che milita nel ruolo di cornerback per i San Francisco 49ers della National Football League (NFL).

## Carriera

### San Francisco 49ers
Lenoir al college giocò a football a Oregon. Fu scelto nel corso del quinto giro (172º assoluto) nel Draft NFL 2021 dai San Francisco 49ers. Nella sua stagione da rookie disputò 16 partite, di cui 2 come titolare, mettendo a segno 16 tackle e 2 passaggi deviati.
Nel primo turno dei playoff 2022 Lenoir mise a segno un intercetto su Geno Smith nella vittoria sui Seattle Seahawks. Un altro lo fece registrare la settimana successiva su Dak Prescott nella vittoria sui Dallas Cowboys.
Nella partita della settimana 14 della stagione 2023, Lenoir fu espulso nel finale per una rissa con D.K. Metcalf dei Seahawks.
Il 12 novembre 2024 Lenoir firmó un nuovo contratto quinquennale del valore di 92 milioni di dollari.

## Palmarès
- National Football Conference Championship: 1

San Francisco 49ers: 2023